# Рукостискання

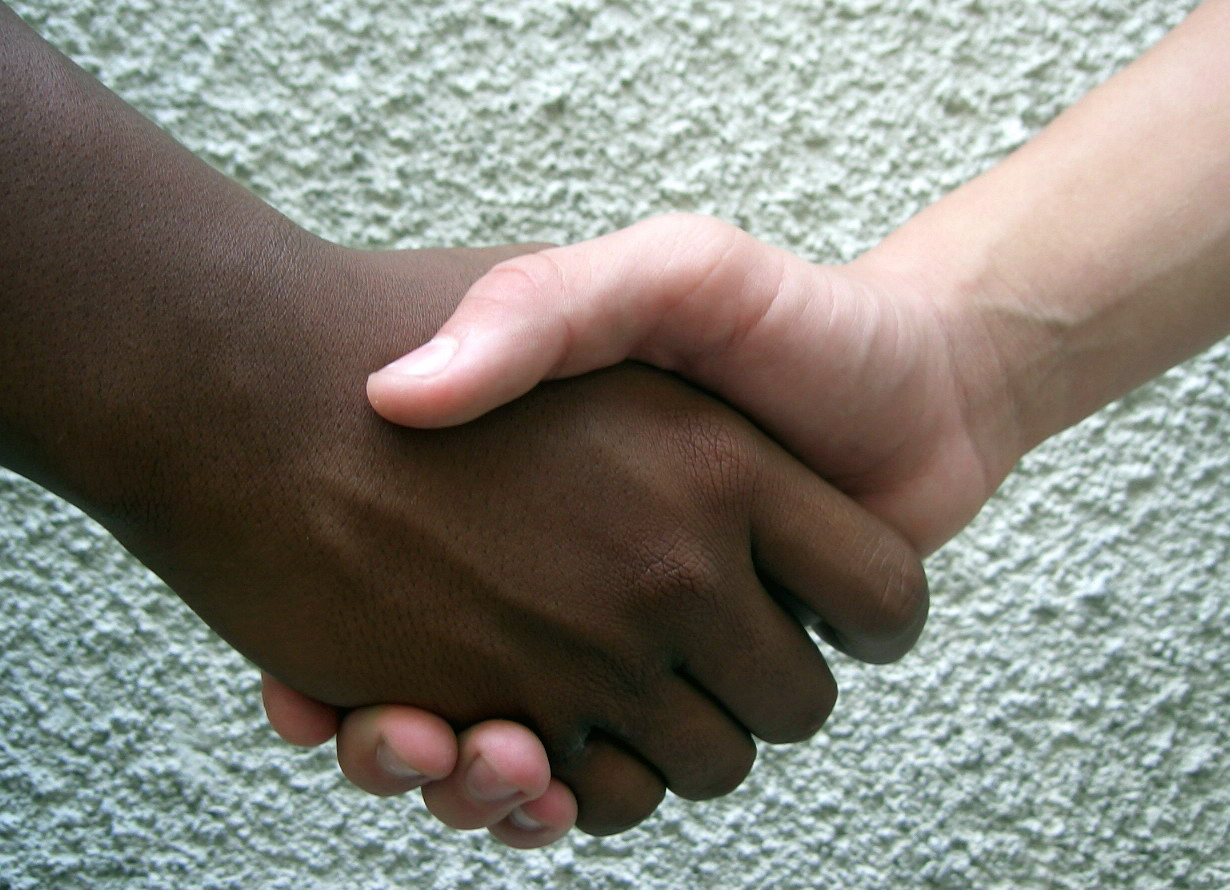
Двоє людей потискують один одному руки

Рукостиска́ння — це широко поширена у всьому світі традиція короткого привітання чи прощання, під час якої двоє людей беруться за руки, що в більшості випадків супроводжується коротким рухом долонь вгору-вниз. Звичаї рукостискань є специфічними для різних культур. У різних культурах може бути більше чи менше рукостискань, або можуть існувати різні звичаї щодо того, як і коли потискати руку.

## Історія

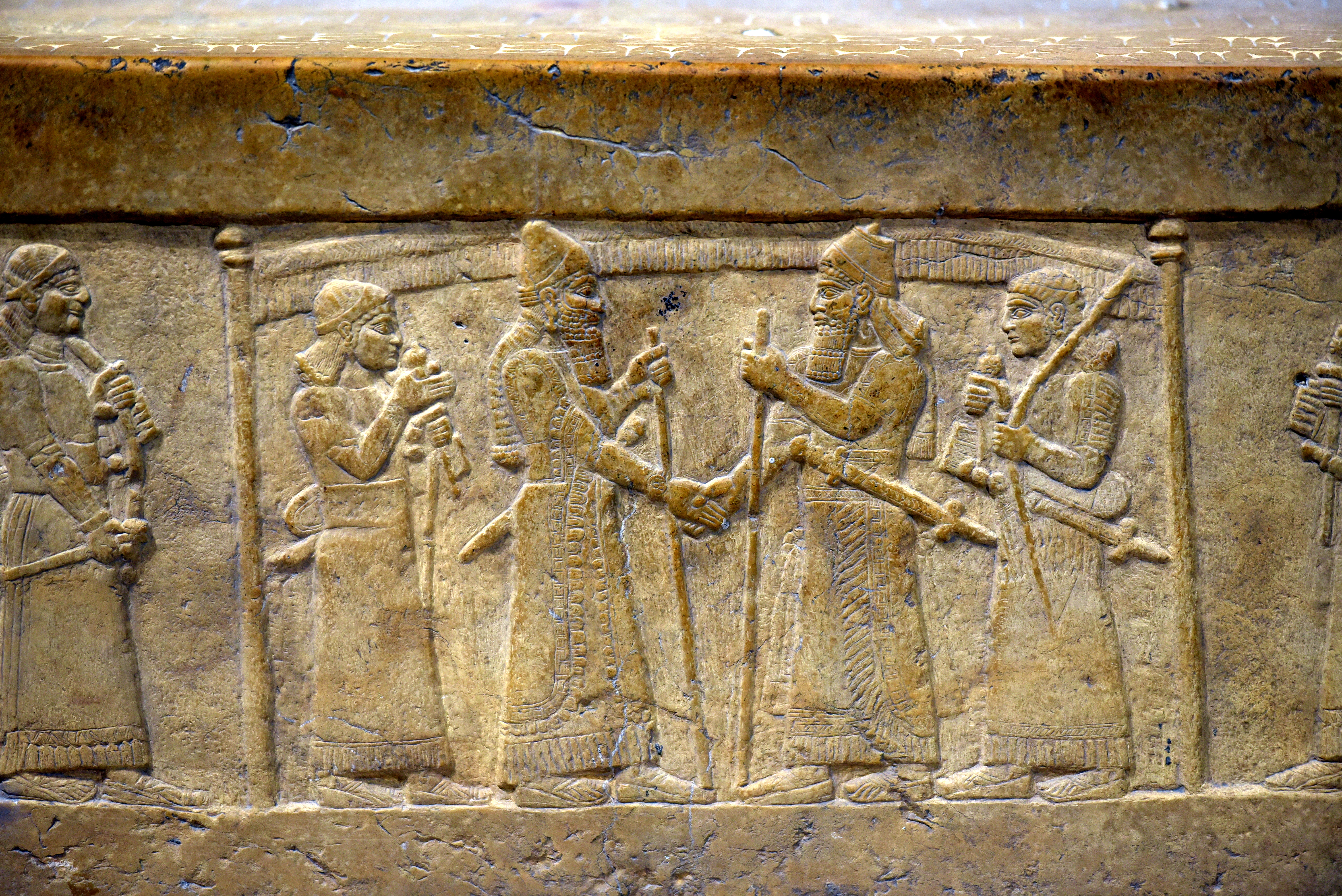
Ассирійський цар Салманасар III (праворуч) потискає руку вавилонського царя Мардук-закір-шумі I (ліворуч), 9 століття до нашої ери

Рукостискання, можливо, виникло в доісторичні часи як демонстрація мирних намірів, оскільки воно показує, що рука не тримає зброї. Інша можливість полягає в тому, що воно виникло як символічний жест взаємної прихильності до присяги або обіцянки: дві руки, що стискають одна одну, символізують скріплення зв'язку. Одним із найдавніших відомих зображень рукостискання є стародавній ассирійський рельєф 9 століття до нашої ери, на якому зображено ассирійського царя Салманасар III, який потискає руку вавилонського царя Мардук-закір-шумі I на знак укладення союзу.

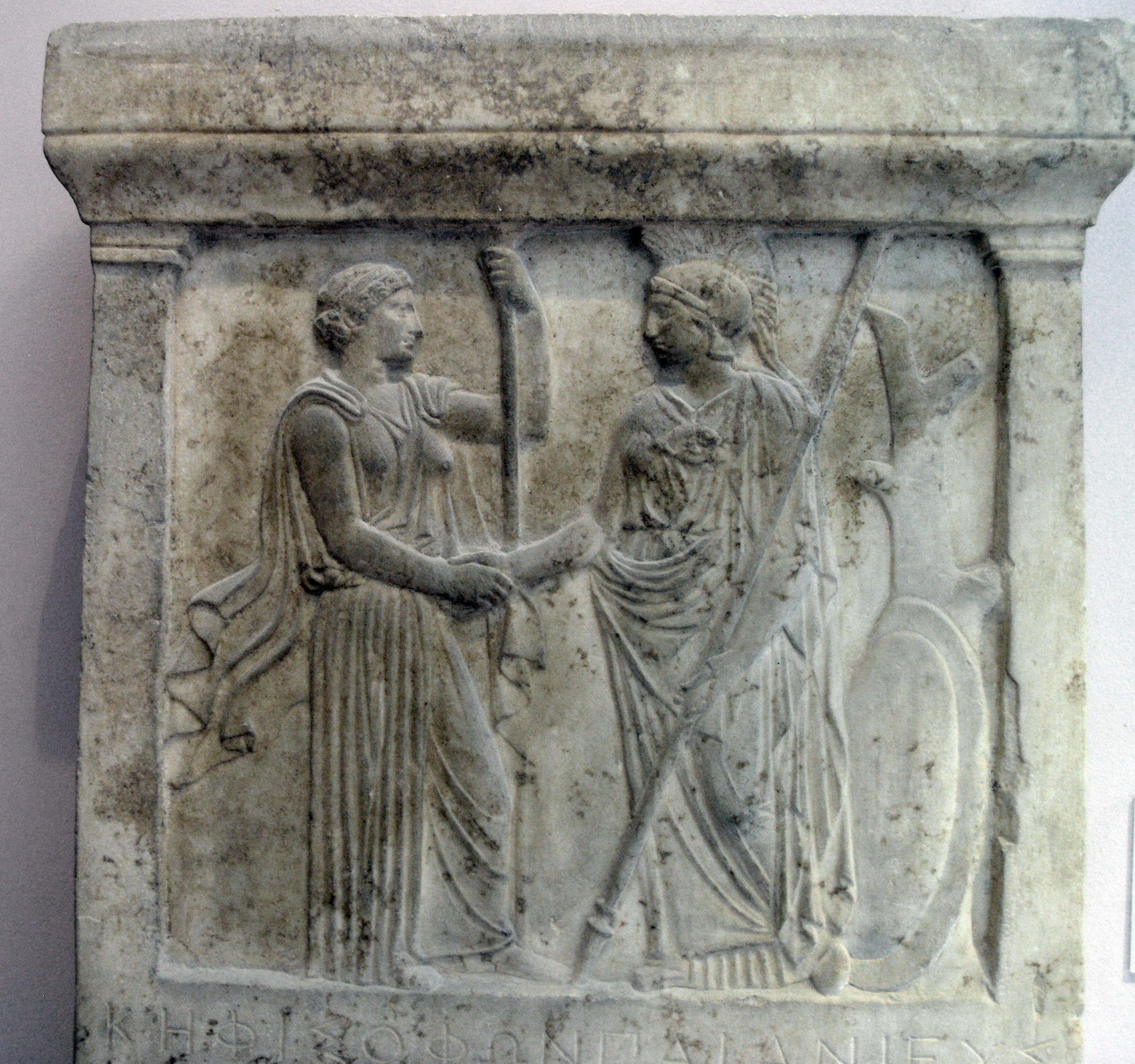
Гера і Афіна рукостискаються, кінець 5 століття до нашої ери, Музей Акрополя, Афіни

Археологічні руїни та стародавні тексти свідчать про те, що рукостискання практикувалося в Стародавній Греції (де воно називалося дексіозом) ще в 5 столітті до нашої ери. Наприклад, зображення двох воїнів, які потискають один одному руки, можна знайти на частині похоронної стели V століття до нашої ери, яка виставлена в Пергамському музеї Берліна (стела SK1708) та на інших похоронних стелах, наприклад, на стелі IV століття. століття до н. е., на якій зображені Трасеас і його дружина Евандрія, що потискають один одному руки.

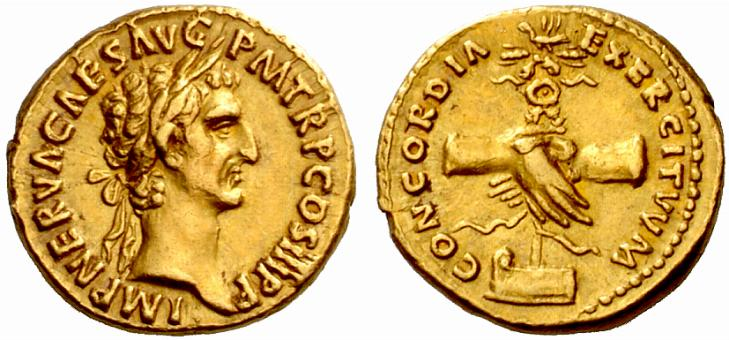
Рукостискання, зображене на римській монеті з іменем богині Конкордії (97 р. н. е.)

Зображення рукостискань також з'являються в архаичному грецькому, етруському та римському похоронному та непоховальному мистецтві. Мусульманські вчені пишуть, що звичай рукостискання привів до них народ Ємену.

### Галерея

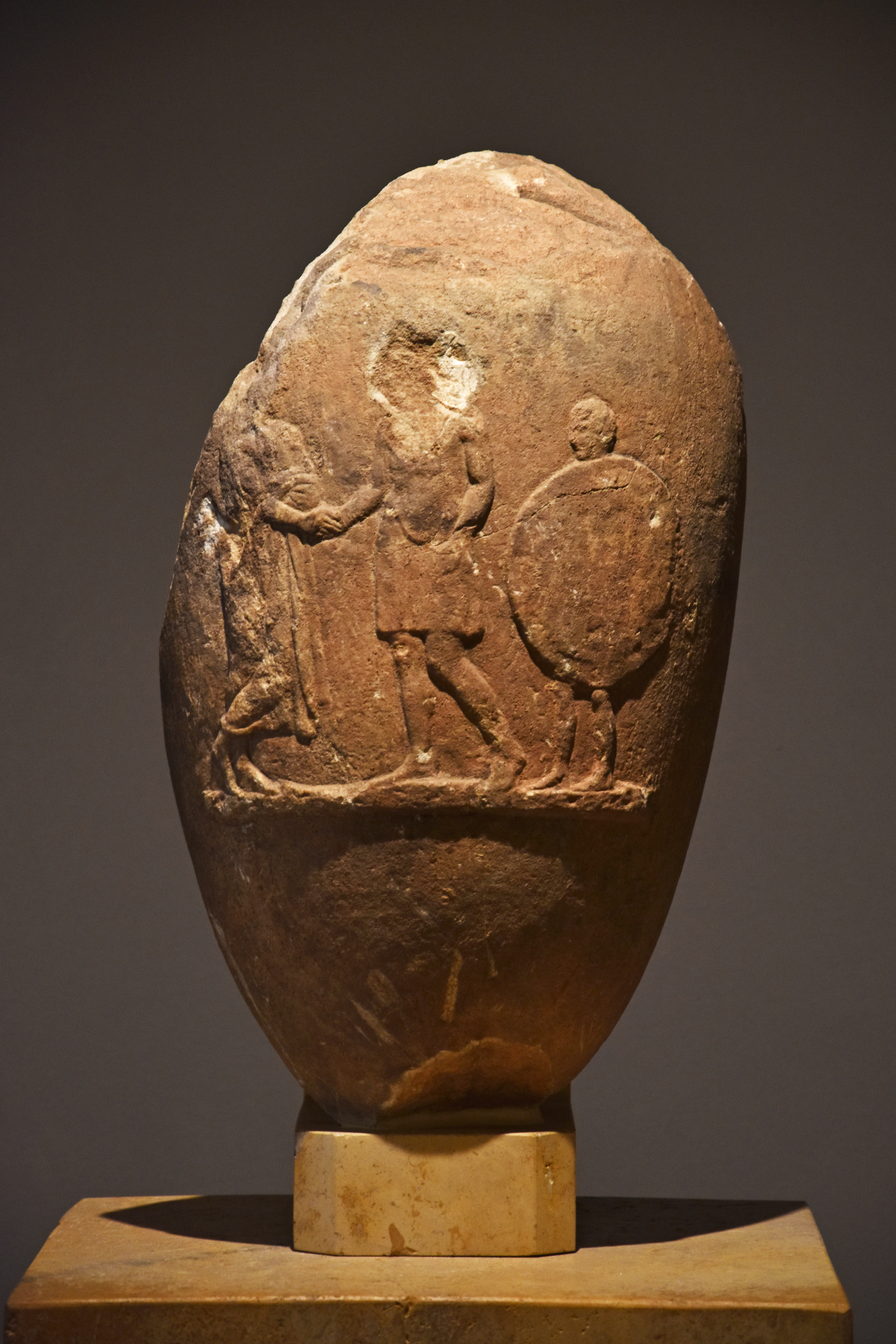
Гопліт вітає старшого чоловіка з рабом, який несе аспіс
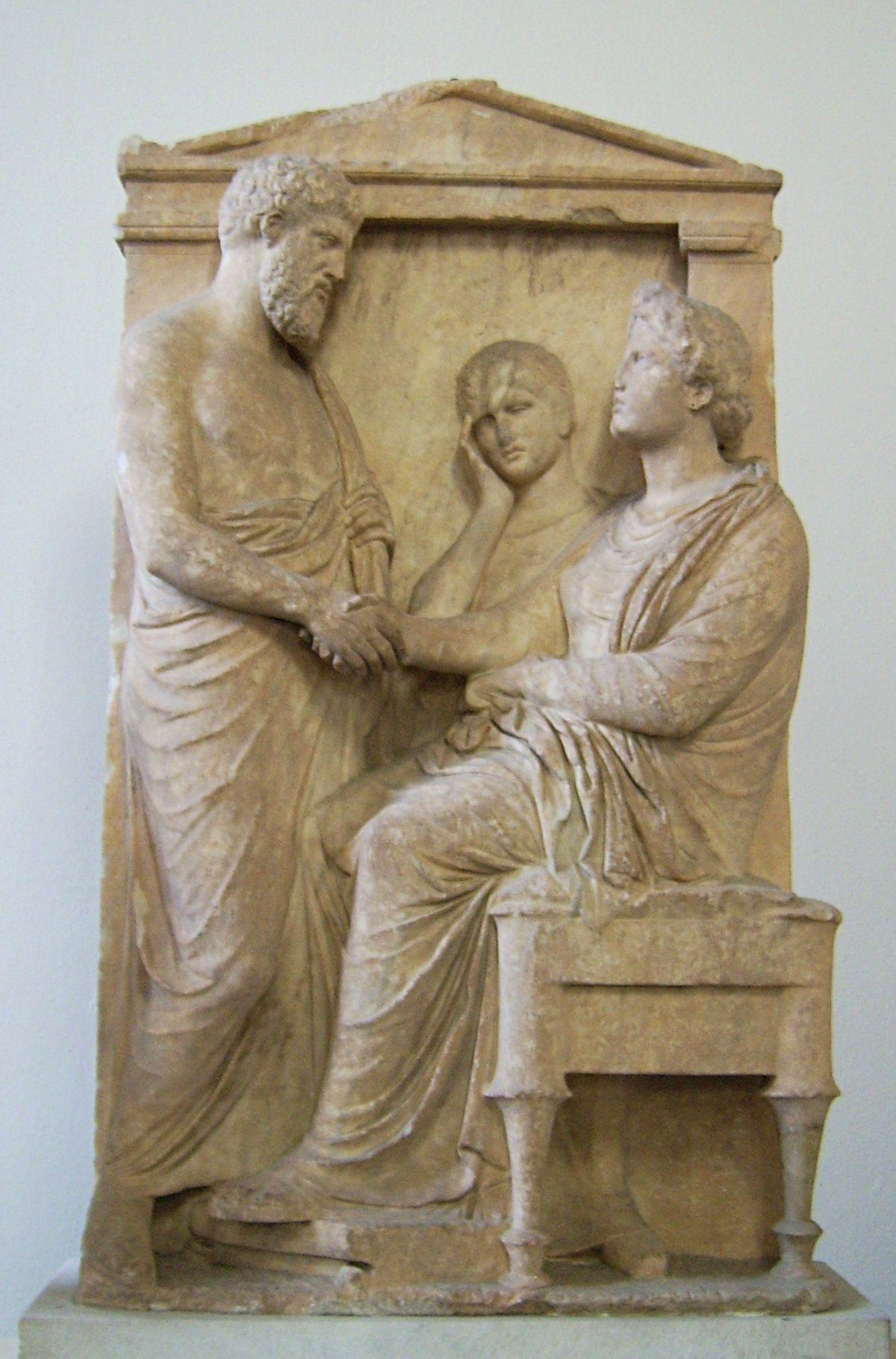
Поховальна стела Трасея та Евандрія. Мармур, бл. 375-350 рр. до н.е. Антична колекція Берліна, Пергамський музей, 738 р.
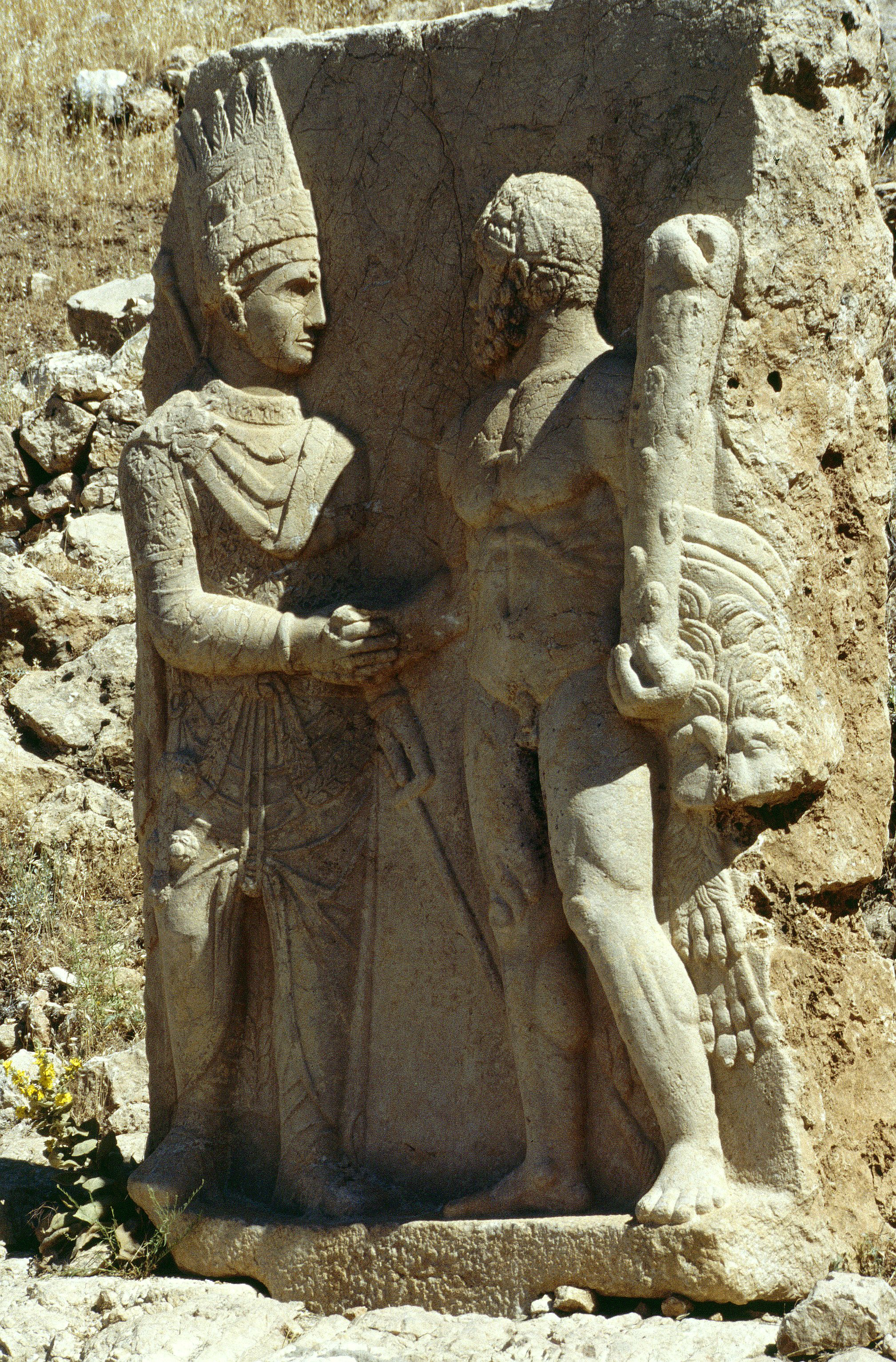
Антіох I Теос Коммагенський потискає руку Гераклу 70-38 рр. до н.е., Арсамея.
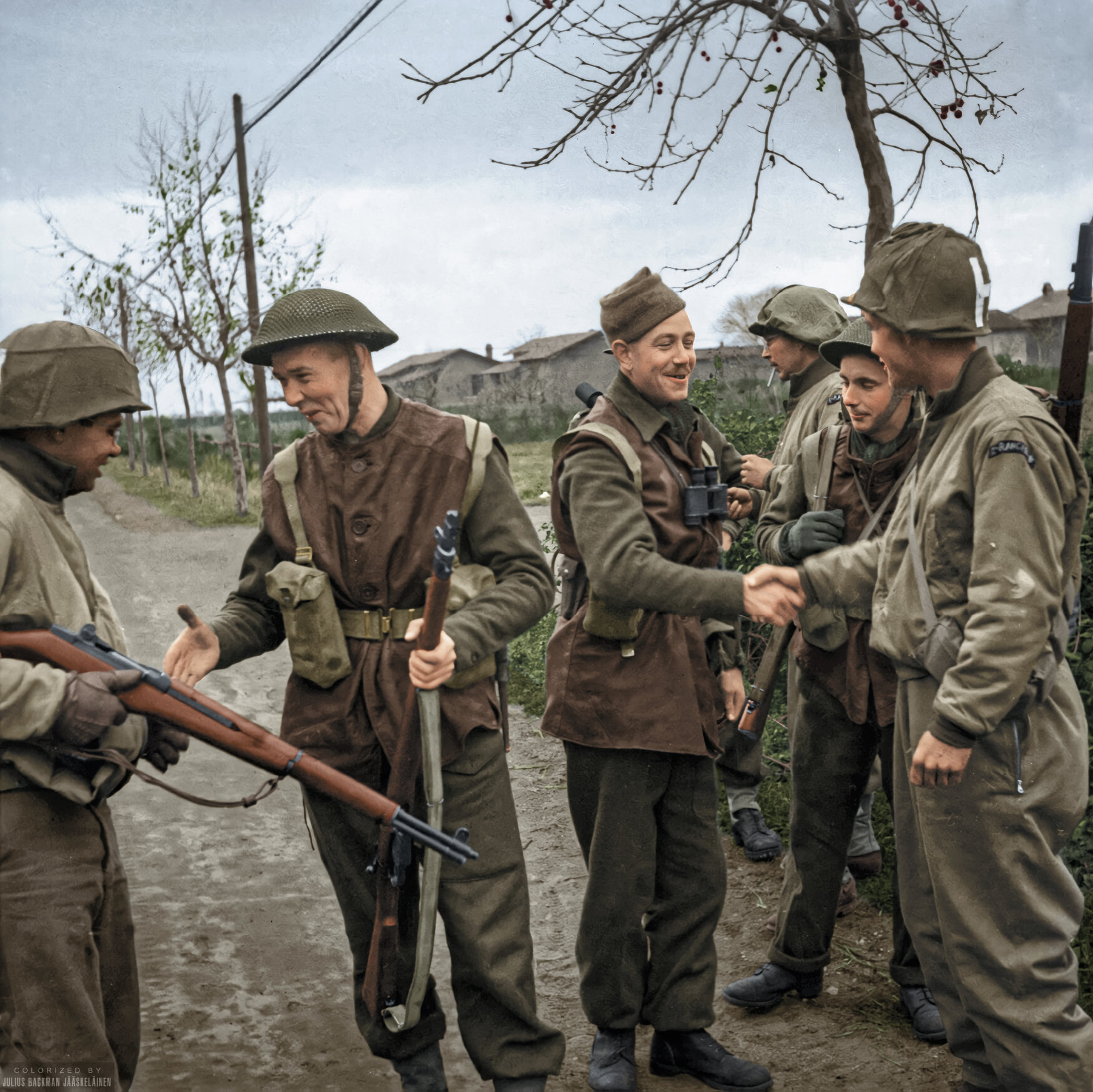
Британські та американські війська потискають один одному руки на дорозі Анціо під час Другої світової війни.

## Сучасні звичаї

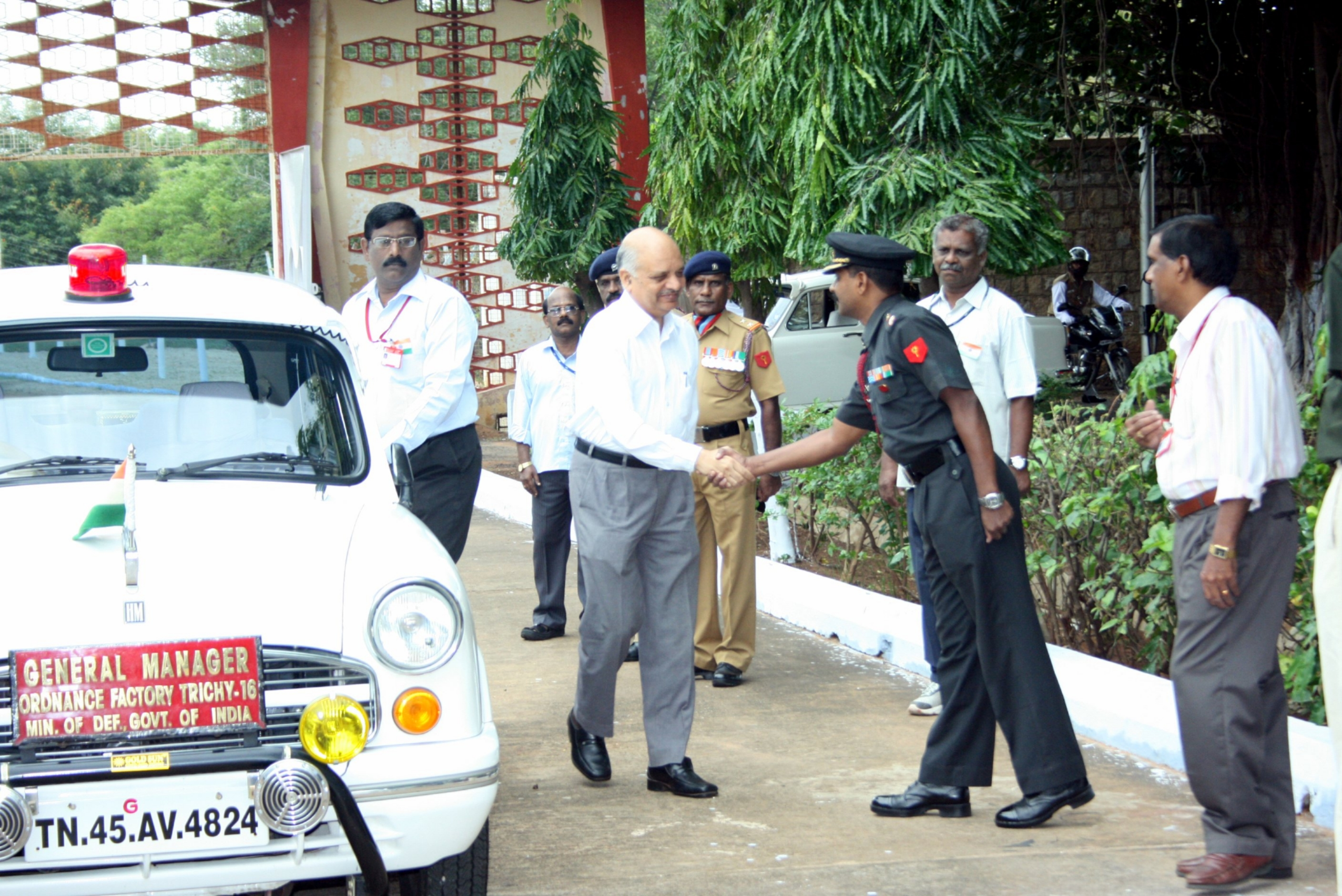
Офіцери потискують один одному руки

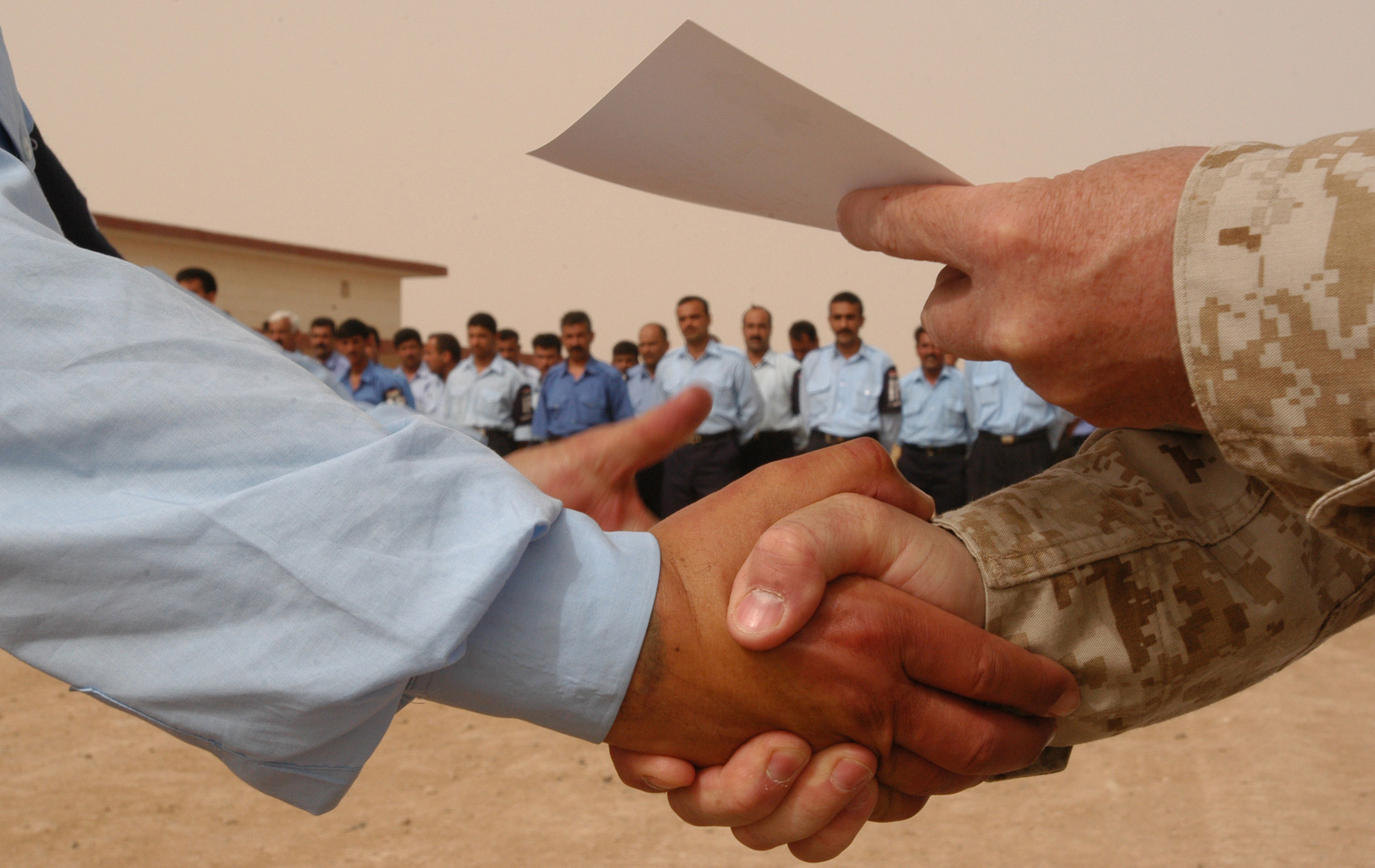
Потискання правою рукою при врученні сертифіката лівою

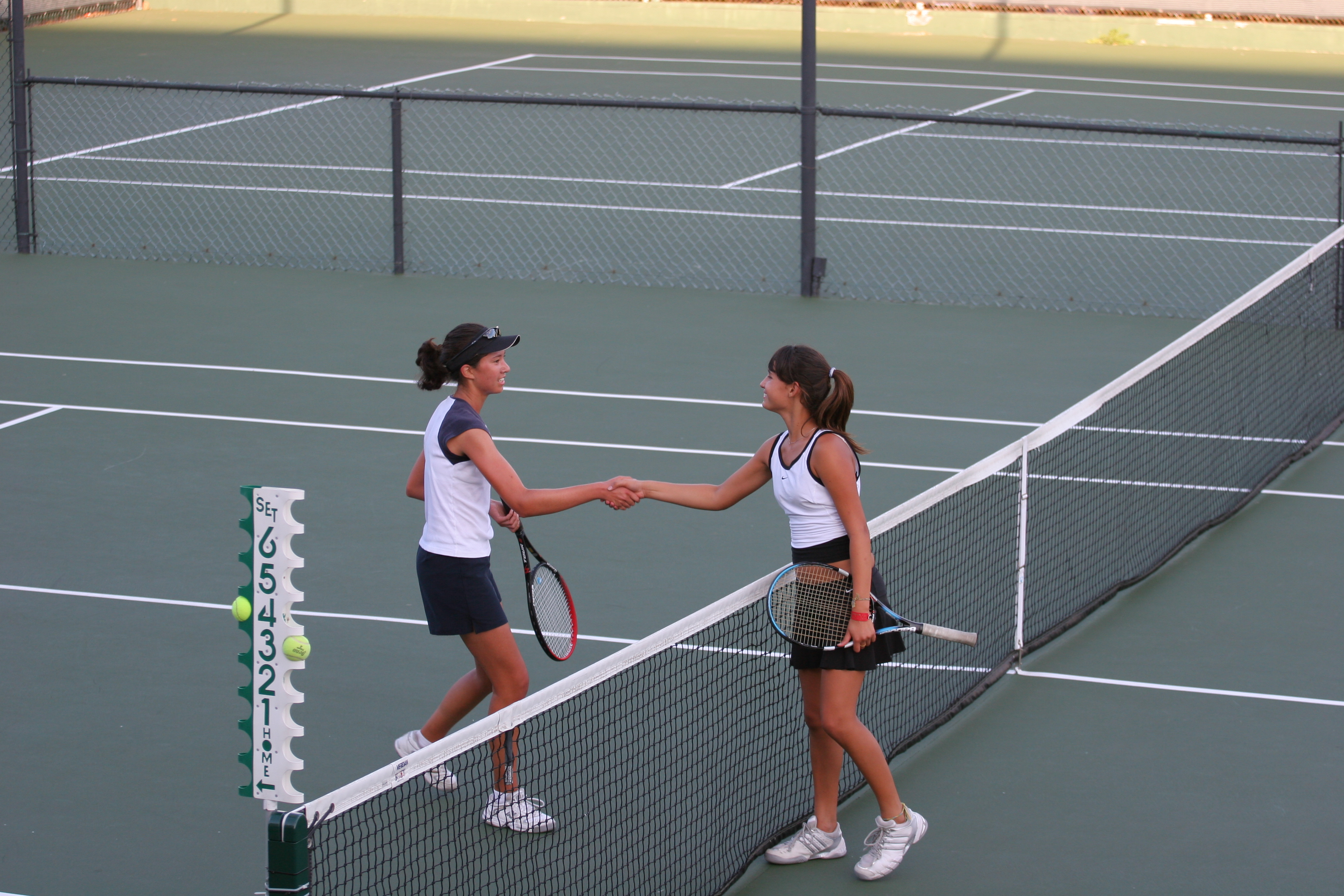
Тенісисти потискують один одному руки після матчу

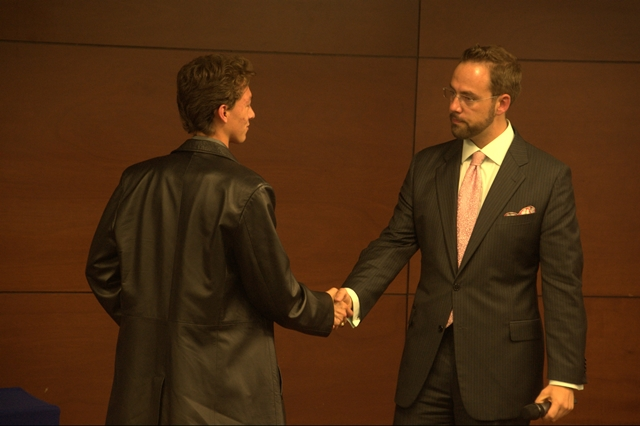
Консультант із публічного іміджу Альваро Гордоа демонструє техніку рукостискання на презентації в Монтеррейському інституті технології та вищої освіти, Мехіко

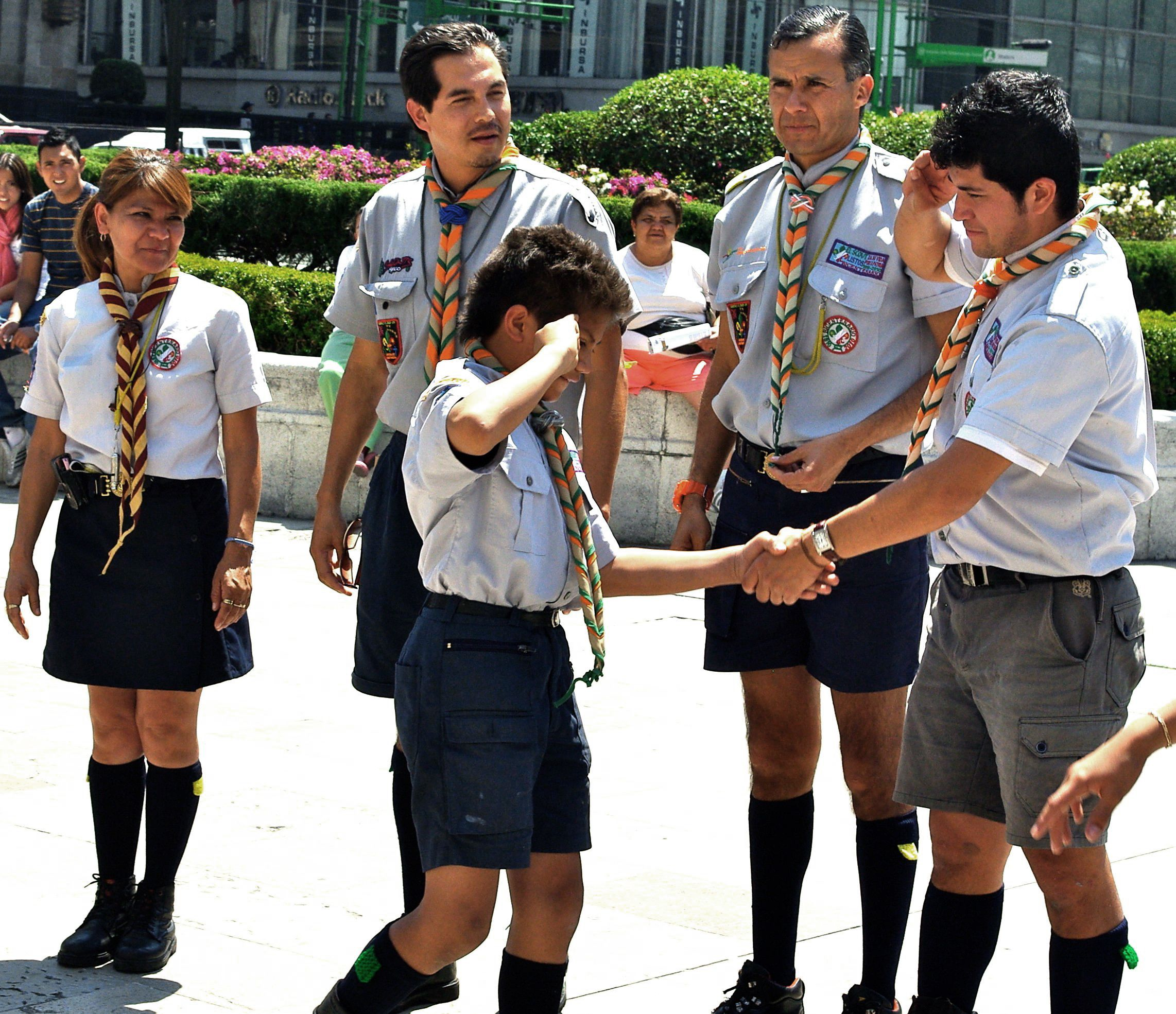
Лідери запрошують хлопчика до Скаутингу, березень 2010 року, Мехіко, Мексика. Зверніть увагу на рукостискання лівої руки.

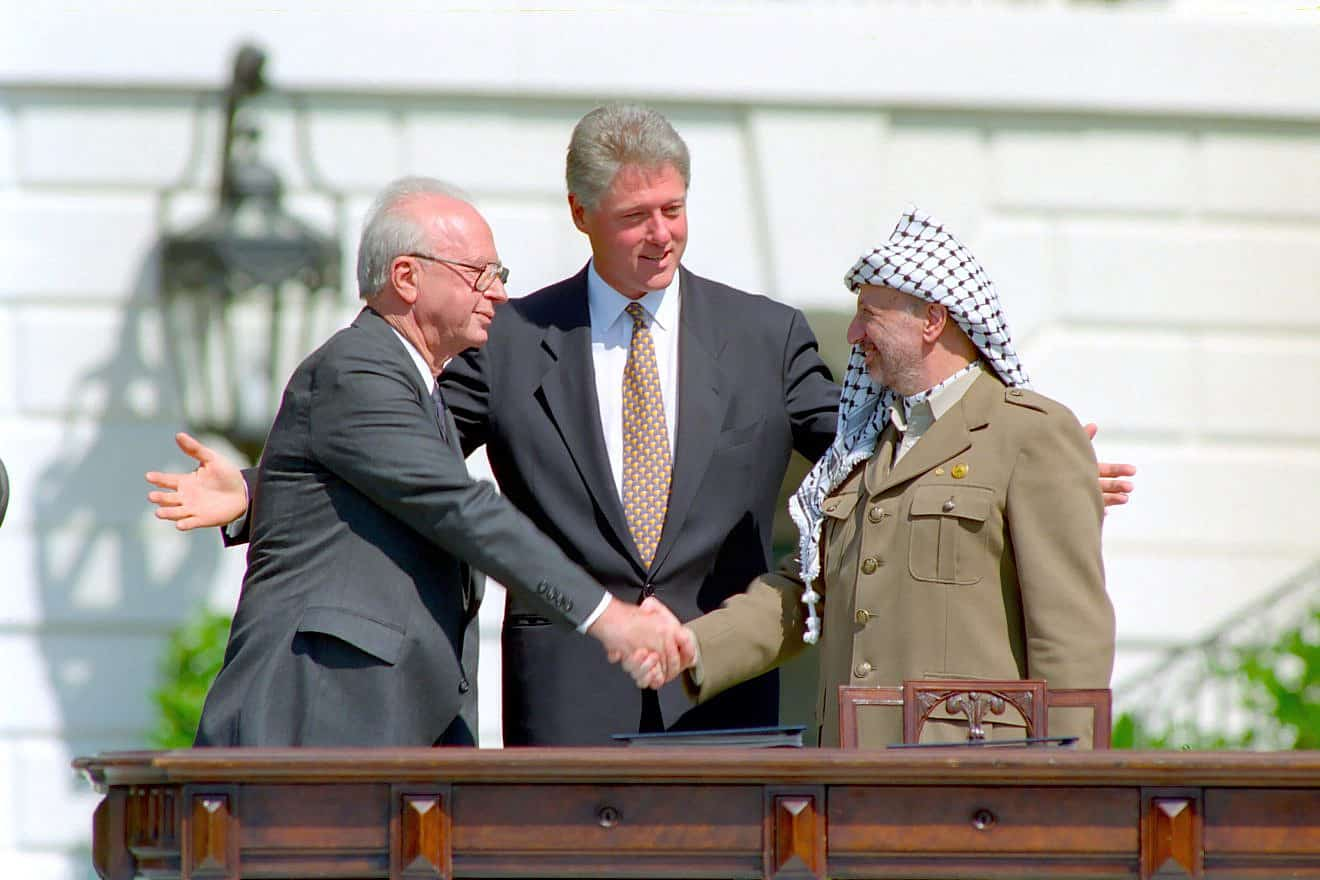
Прем'єр-міністр Ізраїлю Іцхак Рабін, президент США Білл Клінтон і Ясер Арафат на церемонії підписання угод в Осло 13 вересня 1993 року

Існують різні звичаї, пов'язані з рукостисканням, як загальні, так і специфічні для певних культур: Рукостискання прийнято робити при зустрічі, вітанні, розставанні, привітанні, висловленні подяки або як публічний знак завершення ділової чи дипломатичної угоди. У спорті чи інших змаганнях це також робиться як знак хорошої спортивної майстерності. Його мета — передати довіру, повагу, рівновагу та рівність. Якщо це робиться для того, щоб укласти угоду, то угода не є офіційною, поки руки не розійдуться.

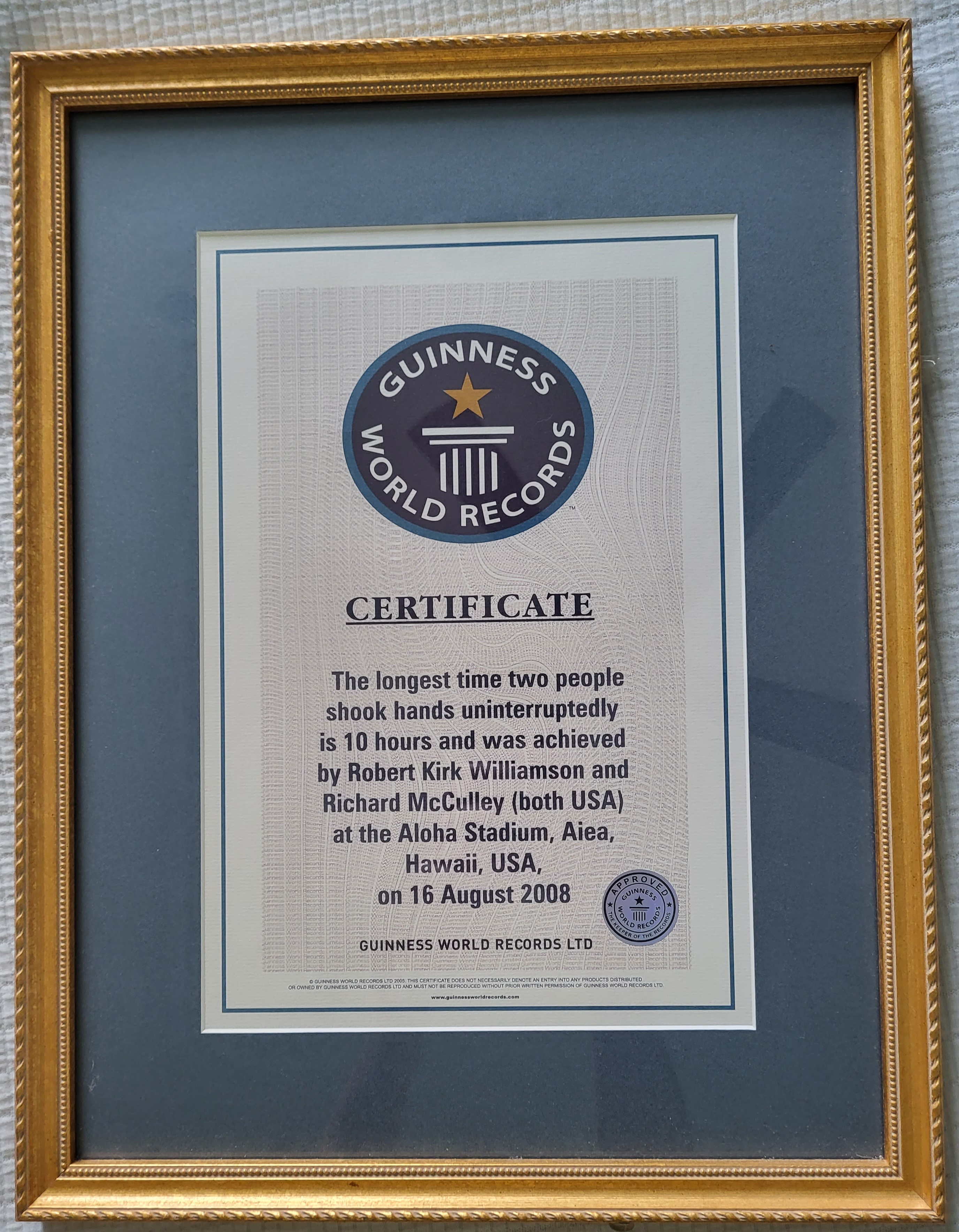
Світовий рекорд 2008

Якщо проблеми зі здоров'ям або місцеві звичаї не вимагають іншого, рукостискання зазвичай здійснюється голими руками. Це залежить від ситуації.
- В англомовних країнах рукостискання є поширеним у ділових ситуаціях. У випадкових неділових ситуаціях чоловіки частіше тиснуть руку, ніж жінки.[11]
- У Нідерландах і Бельгії рукостискання відбуваються частіше, особливо при зустрічі.[12][13]
- У Швейцарії можна очікувати, що першими потиснуть руку жінкам.[12]
- Австрійці вітаються за руку при зустрічі, часто навіть з дітьми.[12]
- У Сполучених Штатах традиційне рукостискання — міцне, виконане правою рукою, з хорошою поставою та зоровим контактом.[12]
- У середземноморських країнах, таких як Португалія, Іспанія та Італія, і навіть більше серед чоловіків цього походження в Америці очікується дуже міцне, навіть жорстке рукостискання.
- У Росії рукостискання здійснюють чоловіки й рідко жінки.
- Рукостискання між чоловіками та жінками не заохочуються в консервативних мусульманських суспільствах і таких країнах, як Саудівська Аравія, Ірак, Пакистан, Іран тощо. Як правило, в таких консервативних суспільствах і країнах чоловікам заборонено зближуватися з протилежною статтю, торкатися до них і навпаки. У менш консервативних країнах з мусульманською більшістю, таких як Туреччина, чоловіки та жінки можуть потискати один одному руки залежно від ситуації та суспільства.
- У деяких країнах, таких як Туреччина чи арабомовний Близький Схід, рукостискання не таке міцне, як на Заході. Отже, надто тверда хватка є грубою.[12]
- Марокканці також цілують по одному поцілунку в кожну щоку (губи не торкаються щоки, якщо вони не члени сім'ї) (відповідної статі) ) разом із рукостисканням. Крім того, в деяких країнах існує варіант, коли замість поцілунків і рукостискання долоню кладуть на серце.[14]
- У Китаї вік вважається важливим в етикеті рукостискання, і літніх людей слід вітати рукостисканням раніше інших.[15] Також бажано слабке рукостискання, але люди, які рукостискаються, часто тримають один одного за руки протягом тривалого часу після першого рукостискання.[12]
- В Японії немає традиції рукостискань, і вважають за краще формально вклонятися (з розкритими руками) один одному. Японці можуть вітати іноземців рукостисканням; іноземцям рекомендується дозволяти японцям ініціювати будь-яке рукостискання, і перевага віддається слабкому рукостисканню.[12]
- В Індії та кількох сусідніх країнах шанобливий жест Намасте, який іноді поєднується з легким уклоном, традиційно використовується замість рукостискання. Рукостисканню надають перевагу в ділових та інших офіційних ситуаціях.
- У Норвегії, де віддають перевагу міцному рукостисканню, люди найчастіше потискають один одному руки, коли домовляються про угоду, у приватних і ділових стосунках.[12]
- У Кореї рукостискання ініціює старша особа, яке переважно має бути слабким. Під час рукостискання схопити праву руку лівою рукою є знаком поваги. Засунути вільну руку в кишеню під час рукостискання вважається неповагою.[12][16] У Кореї найкращим і традиційним способом привітання є поклон.[17]
- Пов'язані з рукостисканням, але більш випадкові, деякі люди віддають перевагу удару кулаком. Зазвичай удар кулаком виконується стиснутою рукою. До кісточок руки іншої людини зазвичай торкаються лише кісточки пальців. Подібно до рукостискання, удар кулаком можна використовувати для підтвердження стосунків з іншою людиною.  На відміну від формальності рукостискання, удар кулаком зазвичай не використовується для укладання ділової угоди чи в офіційних ділових ситуаціях.
- Рукостискання — це тип рукостискання, популярний серед політиків, оскільки він може представити їх як теплих, дружніх, надійних і чесних. Цей тип рукостискання передбачає накриття стиснутих рук вільною рукою, створюючи такий собі «кокон».[18]
- Скаути потискають руку лівою рукою як жест довіри. Ця практика виникла, коли засновник руху, лорд Баден-Пауелл з Гілвелла, тодішній офіцер британської кавалерії, зустрів представника африканського племені.
- У деяких районах Африки, рукостискання постійно тримаються, щоб показати, що розмова ведеться між двома співрозмовниками. Якщо вони не тиснуть руки, іншим дозволяється вступати в розмову.
- Чоловіки масаї в Африці вітають один одного легким дотиком долоні на дуже короткий час.
- У Ліберії прийнято рукостискання «клацання», при якому обидва потискувачі клацають пальцями один об одного на завершення рукостискання.
- В Ефіопії вважається неввічливим використовувати ліву руку під час рукостискання. Вітаючи людей похилого віку або владу, також заведено супроводжувати рукостисканням поклоном і підтримкою лівої руки за праву. Це особливо важливо, якщо це вперше.
- У Таїланді рукостискання відбувається лише в тому випадку, якщо не пропонується традиційний вай. Коли людина пропонує вай, з'єднавши долоні на рівні грудей і вклонившись. Потім це повертається, при цьому чоловіки кажуть «Sawadee-krap», а жінки кажуть «Sawadee-kah» (обидва означають «Привіт»).[15]
- У Вірменії рукостискання є найпоширенішим привітанням між чоловіками, за бажанням супроводжується поцілунком у щоку, якщо обидві сторони мають близькі стосунки. Традиційно жінці потрібно дочекатися, поки чоловік подасть руку для рукостискання. Жінки зазвичай вітають одна одну обіймами та поцілунком у щоку.[19]

## Поширення мікроба
Відомо, що рукостискання поширює ряд мікробних патогенів. Відомо, що деякі захворювання, такі як короста, найчастіше поширюються через прямий контакт «шкіра до шкіри». Медичне дослідження показало, що удари кулаком і дай п'ять поширюють менше мікробів, ніж рукостискання.
Під час пандемії H1N1 у 2009 році декан медичного факультету Університету Калгарі Томас Фісбі припустив, що удари кулаками можуть бути «гарною заміною рукостискання» для запобігання передачі вірусу..
Після дослідження 2010 року, яке показало, що лише близько 40 % лікарів та інших медичних працівників дотримуються правил гігієни рук у лікарнях, Марк Скланскі, лікар лікарні Каліфорнійського університету в Лос-Анджелесі, вирішив протестувати «зону, вільну від рукостискань» як метод обмеження поширення мікробів і зменшення передачі захворювань. Каліфорнійський університет у Лос-Анджелесі не заборонив рукостискання повністю, але запропонував інші варіанти, такі як удари кулаками, посмішки, поклони, помахи та безконтактні жести Намасте. Інші джерела пропонують підняті брови, посмішку, уклін вай, два плескання в долоні, дотик до серця, жест жестової мови або знак шака.
Під час пандемії COVID-19 кілька країн і організацій ухвалили політику, яка заохочує людей використовувати альтернативні способи вітання замість рукостискання. Пропоновані альтернативи включали удар ліктем, удар кулаком, постукування ногою або безконтактні дії з метою соціального дистанціювання, наприклад жест намасте. Було також запропоновано потрясіння ногами.

## Хімосигналізація
У рамках дослідження Інституту Вейцмана було виявлено, що людські рукостискання служать засобом передачі соціальних хімічних сигналів між тими, хто потискає один одному руки. Виявляється, існує тенденція підносити потиснуті руки до носа і відчувати їх запах. Вони можуть служити еволюційній потребі дізнатися про людину, чию руку потиснули, замінюючи більш явну поведінку нюхання, як це поширено серед тварин і в деяких людських культурах (таких як Тувалу, Гренландія чи сільська Монголія, де швидке нюхання є частиною традиційний ритуал вітання).

## Світові рекорди
У 1963 році Ленс Доусон потиснув руку 12 500 людям10+1⁄2 години, в Рексем, Північний Уельс. Мер Атлантік-Сіті, штат Нью-Джерсі, Джозеф Лазароу був визнаний Книгою рекордів Гіннесса за рекламний трюк у липні 1977 року, під час якого мер потиснув понад 11 000 рук за один день, побивши рекорд, який раніше належав президенту Теодоро Рузвельту, який встановив рекорд із 8510 рукостискань на прийомі в Білому домі 1 січня 1907 року. Рекорд Доусона був визнаний Організацією рекордів Гіннеса та опублікований у їхній публікації 1964 року.  31 серпня 1987 року Стівен Поттер із Сент-Олбанса потиснув 19 550 рук під час карнавалу в Сент-Олбансі, щоб встановити світовий рекорд із кількості рукостискань, підтверджений Книгою рекордів Гіннеса. У 1992 році Скотт Кіллон з Ванкувера, Канада, встановив світовий рекорд — 25 289 рукостискань на Всесвітній виставці в Севільї, Іспанія. Фотографія Скотта Кіллона з канадською кінною поліцією була опублікована у виданні Книги Гіннеса 1994 року. Згодом рекорд був перевершений, але вилучений з книги.
27 травня 2008 року в Сан-Франциско, Каліфорнія, Кевін Віттакер і Корі Дженс побили світовий рекорд Гіннеса з найдовшого рукостискання (однією рукою), потиснувши руки протягом 9 годин 30 хвилин, побивши попередній рекорд у 9 годин 19 хвилин, встановлений у 2006 році. Цей рекорд протримався недовго, до 16 серпня 2008 року, коли Кірк Вільямсон і Річард Маккаллі були визнані Книгою рекордів Гіннеса за найдовше безперервне рукостискання двох людей протягом 10 годин на стадіоні «Алоха» в Аїєа, Гаваї, США. Їхній рекорд було побито менш ніж через місяць у Клермонті, штат Каліфорнія, коли Джон-Кларк Левін і Джордж Познер потискали один одному руки 15 годин, 15 хвилин і 15 секунд. Наступного місяця, 21 листопада, Метью Розен і Джо Акерман перевершили це досягнення, встановивши новий світовий рекорд у 15 годин, 30 хвилин і 45 секунд, засвідчений у виданні Книги рекордів Гіннеса.
О 20:00 за східним часом у п'ятницю 14 січня 2011 року на Таймс-сквер у Нью-Йорку розпочалася нова спроба найдовшого рукостискання, і існуючий рекорд був побитий напівпрофесійними світовими рекордсменами Аластером Галпіном і Доном Пурдоном з Нової Зеландії та непальськими братами Рохітом і Сантошем Тімілсінами, які погодилися розділити новий рекорд після 33 годин і 3 хвилин.
29 січня 2020 року в Абу-Дабі, Об'єднані Арабські Емірати, в парку Умм-аль-Емарат в рамках заходу, організованого поліцією Абу-Дабі з нагоди святкування першої річниці підписання в місті Документа про людське братерство заради миру в усьому світі та спільного життя, було встановлено новий світовий рекорд з найдовшого рукостискання, в якому взяли участь близько 1 817 осіб.